# Rio de Janeiro VC
Rio de Janeiro Vôlei Clube är en damvolleybollklubb från Rio de Janeiro, Brasilien. Klubben spelar i Superliga Brasileira de Voleibol, den högsta serien i det brasilianska seriesystemet. Klubben tillhör de mest framgångsrika i Brasilien. De har vunnit superligan tolv gånger, sydamerikanska cupen fyra gånger och kommit tvåa i världsmästerskapet i volleyboll för klubblag två gånger. 
Klubben grundades 1997 i Curitiba, Paraná och hette då Paraná Vôlei Clube. Den flyttade till Rio de Janeiro och fick sitt nuvarande namn 2003.
Klubben har av sponsorsskäl använt flera olika namn:
- Rexona (as Paraná Vôlei Clube) (1997-2002)
- Rexona/Ades (2003-2009)
- Unilever Vôlei (2010-2013)
- Rexona/Ades (2014–2016)
- Rexona Sesc-RJ (2016-2017)
- Sesc RJ Vôlei (2017-2020)
- Sesc/Flamengo (2020-)